# Quạ thông mào

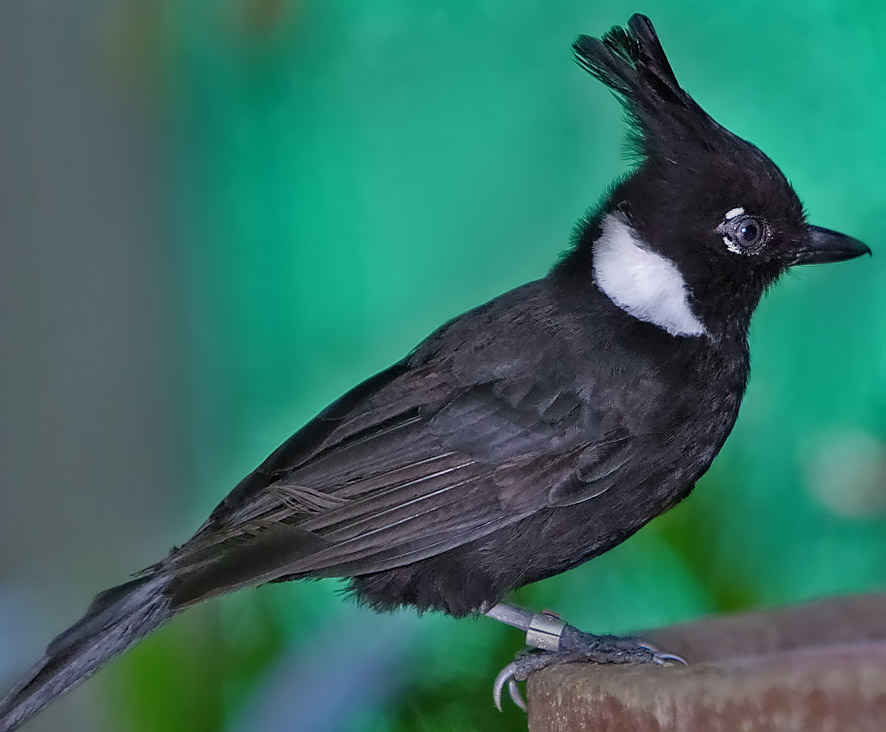
Ảnh chụp tại Jurong Bird Park, Singapore

Quạ thông mào, tên khoa học Platylophus galericulatus, là một loài chim duy nhất trong chi Platylophus và họ Platylophidae. Loài này có thể được tìm thấy ở Brunei, Indonesia, Malaysia, Myanmar và Thái Lan.
Quạ thông mào trước đây được xếp trong họ Corvidae. Vị trí của nó có thể là cơ sở trong Corvidae hoặc là có quan hệ họ hàng với Laniidae. Do đó một số tác giả như Winkler et al. (2015) coi nó như một họ đơn chi, đơn loài gọi là Platylophidae (xem phiên bản 2018 tại eBird).

## Phân loài
- P. g. ardesiacus (Bonaparte, 1850): Nam Myanmar, Thái Lan bán đảo, Mã Lai bán đảo.
- P. g. coronatus (Raffles, 1822): Sumatra và Borneo (trừ phía bắc).
- P. g. lemprieri Nicholson, 1883: Bắc Borneo.
- P. g. galericulatus (Cuvier, 1816): Java.